# FM-2030
FM-2030 (15 октомври 1930, Брюксел – 8 юли 2000, Ню Йорк) е учител, автор, трансхуманист, философ и футурист. Рожденото му име е Ферейдоун М. Есфандиари (на Персийски: فریدون اسفندیاری)
Той става известен като трансхуманист, след като издава книгата „Are you a Transhuman?“ през 1989. Той също така написва няколко художествени произведения под истинското си име Ф. М. Есфандиари. Като син на Ирански дипломат му се е налагало да пътува често като дете и е живял в 17 държави докато навършил 11 години. Представя Иран като баскетболист през летните олимпийски игри през 1948 г.
Ф. М. Есфандиари сменя името си на FM-2030 по две причини. Първата е заради надеждата му, че ще доживее да отпразнува стотния си рожден ден през 2030 година, а втората, по-важна за него, е за да се освободи от широко разпространената практика за именуването с традиционни имена, която той смята за остарял спомен за човешкото племенно минало. Той сам казва "Традиционните имена определят миналото на човека: етнос, национална принадлежност, вяра. Аз не съм този, който бях преди десет години и със сигурност няма да бъда след 20 години. [...] Името 2030 отразява твърдението ми, че годините около 2030 ще бъдат чудни времена. През 2030 няма да стареем и всеки ще има възможност да живее вечно. 2030 е мечта и цел.
FM-2030 прави много точни предсказания за развитието на социалните тенденции от 70-те до началото на 21 век. Той твърди, че динамиката на глобализацията ще доведе до такива промени, че дори консервативните правителства по света не биха могли да наложат традиционните си вярвания. Предсказва и инвитро оплождането, а през 1980 предрича телеконференциите, телемедицината и телешопинга. Преподавал е в Новото Училище в Ню Йорк, Калифорнийския университет и Международния Университет във Флорида.
На 8 юли 2000 г., FM-2030 умира от рак на панкреаса и тялото му е крионично запазено в Скотсдейл, Аризона. Създаден е документален филм за FM-2030, озаглавен „Are you a Transhuman?“.

## Произведения
Художествена литература
- The Day of Sacrifice 1959
- The Beggar 1965
- Identity Card 1966

Нехудожествена литература
- UpWingers: A Futurist Manifesto 1973
- Telespheres 1977
- Optimism one; the emerging radicalism 1970
- Are You a Transhuman?: Monitoring and Stimulating Your Personal Rate of Growth in a Rapidly Changing World 1989

|  | Тази страница частично или изцяло представлява превод на страницата FM-2030 в Уикипедия на английски. Оригиналният текст, както и този превод, са защитени от Лиценза „Криейтив Комънс – Признание – Споделяне на споделеното“, а за съдържание, създадено преди юни 2009 година – от Лиценза за свободна документация на ГНУ. Прегледайте историята на редакциите на оригиналната страница, както и на преводната страница, за да видите списъка на съавторите. ВАЖНО: Този шаблон се отнася единствено до авторските права върху съдържанието на статията. Добавянето му не отменя изискването да се посочват конкретни източници на твърденията, които да бъдат благонадеждни. |